# Sir Lancelot (клипер)
Sir Lancelot (с англ. — «Сэр Ланселот») — парусный клипер, построенный в 1865 году. Считался одним из самых скоростных клиперов того времени. Корабль установил рекорд скорости, многократно принимал участия в чайных гонках.

## История
«Сэр Ланселот» плавал по торговому пути в Китай, Индию, остров Маврикий.
Был спущен на воду в 1865 году компанией «Robert Steele & Company», спроектированный по чертежам инженера Уильямом Ренни в городе Гринок, Шотландия. Клиперы Роберта Стилла, «Сэр Ланселот» и «Ариэль», славились свое красотой и совершенством конструкции.
Английский корабельный историк Кэббл Чаттёртон писал: "Двумя самыми скоростными кораблями из числа когда-либо выстроенных парусников были «Фермопил» и «Сэр Ланселот».

## Чайные гонки
В гонке клиперов 1869 года, «сэр Ланселот» при капитане Робинсоне установил новый рекорд скорости по торговому пути между Китаем и Англией.
Уже при новом капитане Эдмондсе, «сэр Ланселот» совершил переход из Лондона в Гонконг за 97 дней и вернулся обратно из Фучжоу за 104 дня. Однако с открытием Суэцкого канала в 1869 году сократившего морской путь в Индию, торговый путь парусников вокруг Африки потерял свое значение и "гончим псам" пришлось уйти на другие маршруты.
Капитан Стюарт Макдональд принял командование «сэра Ланселота» в 1882 году. Он возил грузы сахара и риса в Маврикий, соль в Калькутту и Рангун.
В 1886 году клипер «сэр Ланселот» был куплен индийским купцом Висрам Ибрагимом и капитан К. В. Бребнер принял на себя командование. Позже Бребнер на Ланселоте совершая коммерческие рейсы несколько раз попадал в морские штормы, прежде чем судно было продано в 1895 году.
В стихотворении «Старая пагода Анкоридж» он упоминается как: "Сэр Ланселот — сто известных боев ветра и волны ".

## Исчезновение
«Сэр Ланселот» исчез в Бенгальском заливе 1 октября 1895 во время бури недалеко от Калькутты. При переходе из Красного моря с грузом соли двигаясь к  Калькутте.